# The SeeYa
(Phân biệt với: SeeYa)
The SeeYa (더 씨야) là một nhóm nhạc nữ Hàn Quốc thể loại R&B gồm Song Minkyung, Heo Youngjoo, Oh Sung Yeongkyung và Yoojin. Nhóm là sự khởi đầu lại của nhóm nhạc SeeYa. Họ ra mắt trong ngày 12 tháng 11 năm 2012 với album Good To Seeya với ca khúc chủ đề "Be With You". Họ trình diễn lần đầu tiên vào 15 tháng 11 năm 2012 tại sân khấu M! Countdown.

## Thành viên
| Nghệ danh | Nghệ danh | Tên thật        | Tên thật | Ngày sinh            | Vị trí đảm nhiệm                    |
| Latinh    | Hangul    | Latinh          | Hangul   | Ngày sinh            | Vị trí đảm nhiệm                    |
| --------- | --------- | --------------- | -------- | -------------------- | ----------------------------------- |
| Minkyung  | 민경      | Song Min-kyeong | 송민경   | 5 tháng 1 năm 1987   | Trưởng nhóm, Hát phụ, Trực quan.    |
| Youngjoo  | 영주      | Heo Young-ju    | 허영주   | 21 tháng 3 năm 1992  | Rap chính, Hát phụ.                 |
| Yujin     | 유진      | Seong Yoo-jin   | 성유진   | 27 tháng 10 năm 1992 | Hát chính.                          |
| Yeonkyung | 연경      | Oh Yeon-kyeong  | 오연경   | 25 tháng 8 năm 1994  | Hát dẫn, Gương mặt đại diện, Em út. |

- Tháng 7 năm 2013, Yeongkyung tham gia vào nhóm nhạc nữ F-ve Dolls. Cô sẽ hoạt động như một thành viên của cả hai nhóm.